# 특허 기업
특허 기업(特許企業, 영어: chartered company)은 국가 또는 지방자치단체가 법령이나 조례의 제정을 통하여 설립한 특수 법인 기업을 말한다. 이 경우의 특수 법인 기업에는 법규 특허 기업과 행정청으로부터 특허를 받아 사인(법인을 포함)이 경영하는 공익 사업으로의 특허 처분 기업을 포함하는 개념으로 모두 공기업으로 본다. 한편, 여기에서 사인에게 공익 사업 경영권을 설정해 주는 행위를 공기업의 특허라고 부른다. 좁은 의미의 특허 기업(공익 사업)은 사인이 행정청으로부터 특허를 받아 경영하는 공익 사업, 즉 특허 처분 기업만을 특허 기업으로 본다. 이 경우의 특허 기업은 공익 기업이 사인에 의하여 경영되므로 사기업에 해당하며, 이 점에서 국 · 공영 공기업이나 특수 법인 공기업과는 구별된다. 넓은 의미의 특허 기업에서 공기업의 일종으로 보는 특허 기업을 이 견해에서는 사기업의 일종으로 보므로 공기업의 특허라는 용어 대신에 특허 기업의 특허 또는 공익 사업의 특허라고 한다.
왕실의 허가를 받아 설립한 기업의 경우 칙허 기업(勅許企業)이라고 부르기도 한다. 영국, 네덜란드 등의 중세 유럽 국가에서 국왕, 여왕의 공인 또는 정부의 특별허가장을 받아 설립된 무역을 주로하는 회사로, 특히 식민지 획득에 무역 식민지 경제 지배의 목적으로 만들어진 회사이다. 이런 경제 활동은 위험이 컸기 때문에, 회사 설립의 대가로 경제 무역에 관한 독점 권한을 주어진 것이었다. 영국 동인도 회사, 네덜란드 동인도 회사 등이 있다.

## 역사

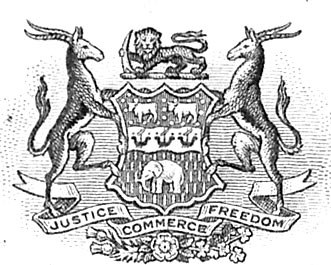
영국 남아프리카 회사의 문장

회사의 개념이 등장하면서 여러 상인 및 가문들이 자본을 모아 대규모의 탐험을 수행하는 것이 가능해졌다. 중세 시기 유럽에서 설립된 회사들은 보통 각국 왕실이나 정부의 보호 하에 형성되었으며, 아프리카, 아시아, 카리브해, 북아메리카 등을 탐험하고 무역을 행했다. 각국 왕실은 국고 재정으로는 다 충당할 수 없는 규모의 탐험과 무역을 이들 회사를 통해 간접적으로 실현하였다.
예를 들어 영국의 특허 회사인 영국 남아프리카 회사는 빅토리아 여왕으로부터 다음과 같은 특권을 부여받았다.
- 아프리카 지배자들과 무역할 수 있는 권리
- 은행을 설립할 수 있는 권리
- 토지를 소유하고 분배할 수 있는 권리
- 경찰을 설립할 수 있는 권리

또한 대부분의 특허 회사들은 특허를 받은 지역에서 무역 독점권으로 높은 수익을 누렸다. 몇몇 회사들은 영토의 방어를 위해 부분적인 자치권을 부여받기도 했으며, 특히 영국 동인도 회사나 네덜란드 동인도 회사는 웬만한 유럽 국가들을 뛰어넘는 육군 및 해군 병력을 보유하였다.
19세기 후반 아프리카 분할 당시 아직 남아있는 아프리카 식민지들을 차지하기 위해 수많은 특허 회사들이 설립되었다. 그러나 이 회사들은 대부분 이전의 회사들만큼 많은 이윤을 남기지 못했다. 직접적으로 영토를 소유했던 마지막 특허 회사는 포르투갈령 동아프리카의 모잠비크 회사로, 1942년 마니카주와 소팔라주를 공화국 정부에 이양하였다.

## 같이 보기
- 미국식민협회
- 헌장
- 남만주철도주식회사